# Amastus thermidora
Amastus thermidora är en fjärilsart som beskrevs av Paul Dognin 1913. Amastus thermidora ingår i släktet Amastus och familjen björnspinnare. Inga underarter finns listade i Catalogue of Life.